# IREN2
IREN2 (zukunftsfähige Netze für die Integration regenerativer Energiesysteme) ist ein Forschungsprojekt in Wildpoldsried, Allgäu zur wirtschaftlichen und technischen Untersuchung neuartiger dezentraler Netzstrukturen und deren Betriebsführung. IREN2 wurde als Nachfolgeprojekt von IRENE am 1. Juli 2014 gestartet und ist auf eine Dauer von 3 Jahren angelegt. Das Projekt wurde im Verlauf bis März 2018 verlängert und ist abgeschlossen.

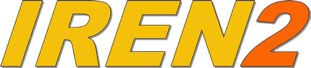
Projektlogo IREN2

## Vorhaben
Aufbauend auf den Erfahrungen des Projektes IRENE entwickelten sich weiterführende Forschungsfelder, an denen mit der bereits im Vorgängerprojekt installierten Infrastruktur gearbeitet werden kann. Im Wesentlichen werden dabei zwei Konzepte untersucht, um die regenerativen Anlagen in den Verteilungsnetzen in die Energiewende integrieren zu können:
Zum einen werden inselnetzfähige Microgrids zur Abkopplung bestimmter Netzregionen vorgeschlagen, die bei einem Fehlerfall in einer überlagerten Netzebene das Versorgungsgebiet weiterversorgen können. Durch ihren dezentralen Ansatz können sie helfen die Versorgungssicherheit kosteneffizient sicherzustellen, ohne auf einen hohen Anteil erneuerbarer Erzeugung zu verzichten.
Topologische Kraftwerke beschreiben Netzabschnitte, deren Erzeuger und Verbraucher gemeinsam wie ein konventionelles Kraftwerk gesteuert werden können. Als topologisches Kraftwerk kann ein Netzabschnitt zur Systemstabilität insbesondere im Übertragungsnetz beitragen und somit Aufgaben der konventionellen Kraftwerke übernehmen.
Diese Konzepte sollen im Rahmen dieses Projektes nach wirtschaftlichen und technischen Kriterien untersucht werden. Die Untersuchungen bezüglich wirtschaftlicher Kriterien zielen vor allem auf die Analyse verschiedener Betriebsstrategien ab.

## Ziele
- Regulierungskonforme Integration von Netzbetriebsführung und Energiemarkt
- Nachweis der Realisierbarkeit von Microgrids als Inselnetze
- Einsatz und Betrieb von Microgrids als Topologische Kraftwerke

## Bezug zum Vorgängerprojekt IRENE
Das Projekt IRENE hat in dem Untersuchungsgebiet wichtige Vorarbeiten geleistet, die in IREN2 genutzt werden können. Der bei IRENE adressierte Anwendungsfall war die Integration von verteilten Erzeugern und Verbrauchern in ein aktives Verteilnetz. In IREN2 werden darüber hinaus einerseits die Erbringung von Systemdienstleistungen aus dem Verteilnetz gegenüber dem überlagerten Netz, und andererseits die Abkopplung von Netzabschnitten vom überlagerten Netz betrachtet.

## Projektpartner
Am Verbundprojekt beteiligt waren das Allgäuer Überlandwerk (AÜW), später AllgäuNetz,  als Anwendungspartner, die Siemens AG als Technologiepartner, die IDKOM Networks GmbH sowie die Hochschule Kempten und die RWTH Aachen als Forschungspartner.

## Folgeprojekt pebbles
Als Folgeprojekt von IREN2 kann das im März 2018 gestartete Forschungsprojekt „pebbles“ betrachtet werden. In einem ähnlichen Konsortium und aufbauend auf der in IRENE und IREN2 geschaffenen Infrastruktur sowie dem etablierten Netzwerk sollen dort Forschungen zu den Möglichkeiten von lokalen Energiemärkten stattfinden. Dabei soll die Blockchain-Technologie zum Einsatz kommen. Das Projekt schließt den Aufbau eines Demonstrators ein. Pebbles wird vom BMWi gefördert.